# Neurosia – 50 Jahre pervers
Neurosia – 50 Jahre pervers ist ein Film aus dem Jahr 1995 von Rosa von Praunheim.

## Inhalt
Ein Lebensrückblick von Rosa von Praunheim, der auf einer fiktionalen Geschichte über seine Ermordung basiert. Für eine reißerische Story über das Opfer versucht eine eigenwillige Fernsehreporterin, Einzelheiten aus dem Leben des Regisseurs herauszufinden. Währenddessen tappt die Polizei bei der Aufklärung des Falls im Dunkeln. Aber wie immer, wenn es um den Mord an einem Schwulen geht, sind die Beamten sich sicher, dass der Mörder in der Schwulenszene zu finden ist.
Selbstironisch reflektiert von Praunheim über Begegnungen und Beziehungen mit Stars aus seinen Filmen wie Lotti Huber und Evelyn Künneke.

## Notizen
Der Film wurde unter anderem 1995 beim Locarno Film Festival und beim Chicago International Film Festival sowie 1996 bei den Internationalen Filmfestspielen von Berlin und beim International Film Festival Rotterdam gezeigt. In den Jahren 2010 und 2011 wurde Neurosia 10 Mal von dem queeren Sender TIMM im Fernsehen wiederholt.

## Rezeption
Der Film wurde in den deutschen Medien zum gröten Teil sehr gut besprochen, aber die Kritiker fanden meist sich ähnelnde und eher allgemeine Formulierungen: „Die knallige Geschichte des auf der Bühne ermordeten Praunheim, seiner verschwundenen Leiche und der schrillen Journalistin Gesine Ganzman-Seipel wird zum Kaleidoskop schwuler und schwulenbewegter Geschichte nicht nur in Deutschland.“ (Moviepilot) Die US-amerikanische Presse reagierte enthusiastischer: „[…] Neurosia – 50 Jahre pervers ist eine der lustigsten und innovativsten deutschen Komödien, die je gemacht wurden, ein Kriminalfall in Form einer Scheindokumentation.“ (The Star-Ledger) „[…] Rosa (eigentlich Holger) von Praunheim, der brillante, bissige Regisseur von solch bahnbrechenden schwulen Revolutionswerken wie Schweigen = Tod und Ein Virus kennt keine Moral […] macht sich über sich selbst lustig. Ich denke, wir müssen ihn ernst nehmen.“ (Jerry Tallmer, Filmkritiker und Mitbegründer des Obie Award)

## Auszeichnungen
- 1995: FIPRESCI-Preis beim Locarno Film Festival[9]
- 1996: Auszeichnung Bester Spielfilm beim Torino Gay & Lesbian International Film Festival[10]